# Nikon D4s
Nikon D4s — 16.2-мегапиксельная профессиональная полнокадровая цифровая зеркальная камера производства Nikon.
В настоящее время Nikon D4s заменена на Nikon D5.

## Ключевые особенности
- 16.2-мегапиксельная КМОП матрица формата FX
- Чувствительность ISO 100-25600 (с расширением до ISO 50-409600)
- Съёмка со скоростью 11 кадров в секунду и автофокусировкой
- Съёмка в формате sRAW
- Процессор Expeed 4
- Съёмка видео стандарта Full HD (1080p) с частотой кадров 50p/60p
- 51-точечная система автофокуса Multi-CAM 3500FX
- Порт Gigabit 100/1000TX Ethernet
- 3020 кадров без подзарядки (CIPA)

## Интерфейсы
- Башмак для принадлежностей ISO 518
- Синхроконтакт вспышки
- 10-контактный разъём дистанционного управления
- Разъём для внешних устройств
- Разъём USB
- Разъём для наушников
- Разъём для внешнего микрофона
- Разъём HDMI
- Разъём для Ethernet

## Комплект поставки
- Цифровая фотокамера D4S
- Защитная крышка BF-1B
- Крышка башмака для принадлежностей BS-2
- Литий-ионная аккумуляторная батарея EN-EL18a с защитной крышкой
- Зарядное устройство MH-26a
- Зажим USB-кабеля
- Зажим HDMI-кабеля
- Крышка UF-2 разъёма для кабеля со стерео мини-штекером
- USB-кабель UC-E15
- Ремень AN-DC11
- Гарантийный талон
- Руководство пользователя
- Руководство по сети
- Компакт-диск с установочным пакетом ViewNX 2